# Sloe gin
Pour les articles homonymes, voir Sloe Gin (album).

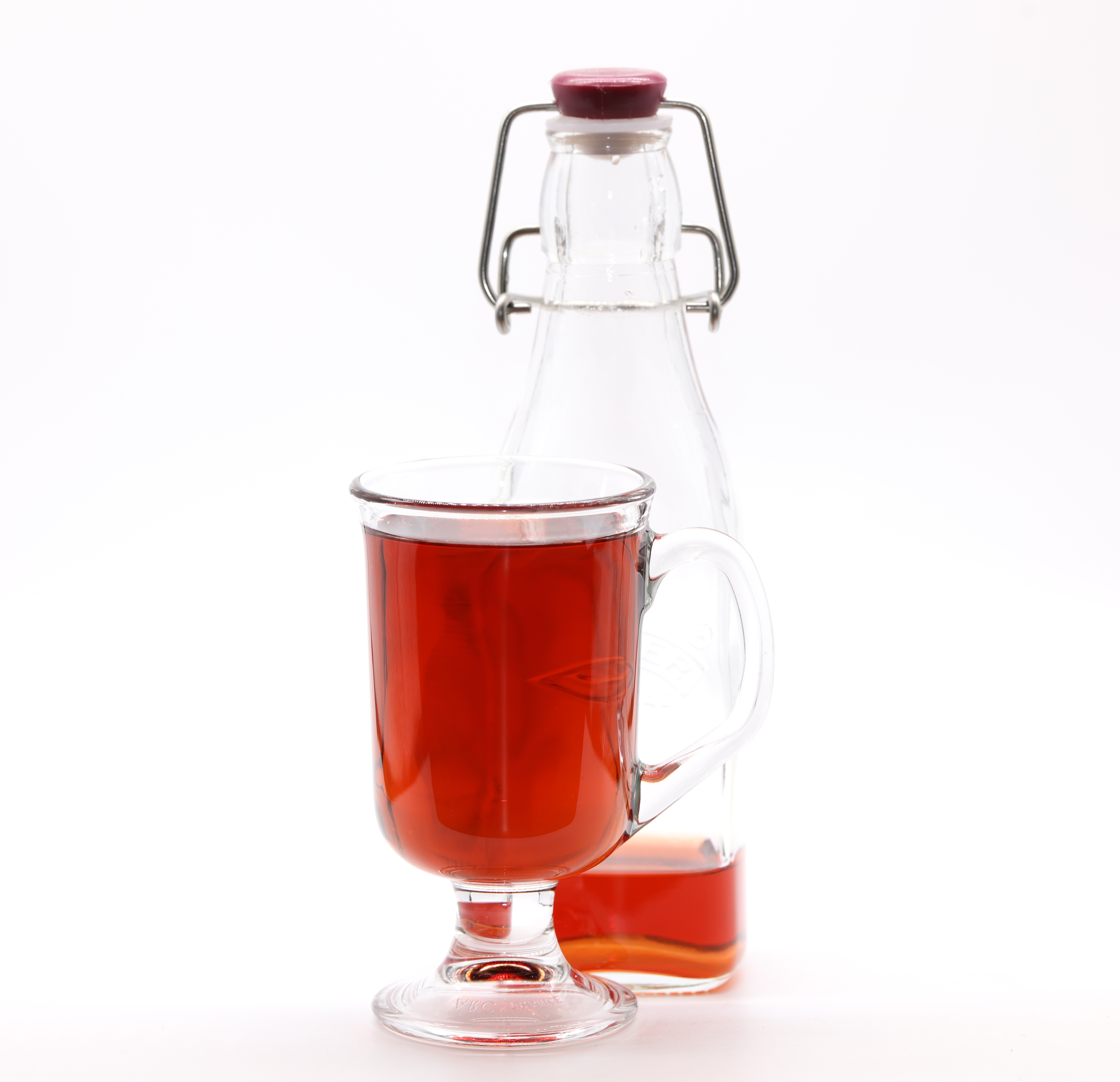
Verre et bouteille de sloe gin.

Le sloe gin est une liqueur anglaise à base de gin et de prunelles titrant entre 15 et 30 °. 

## Élaboration

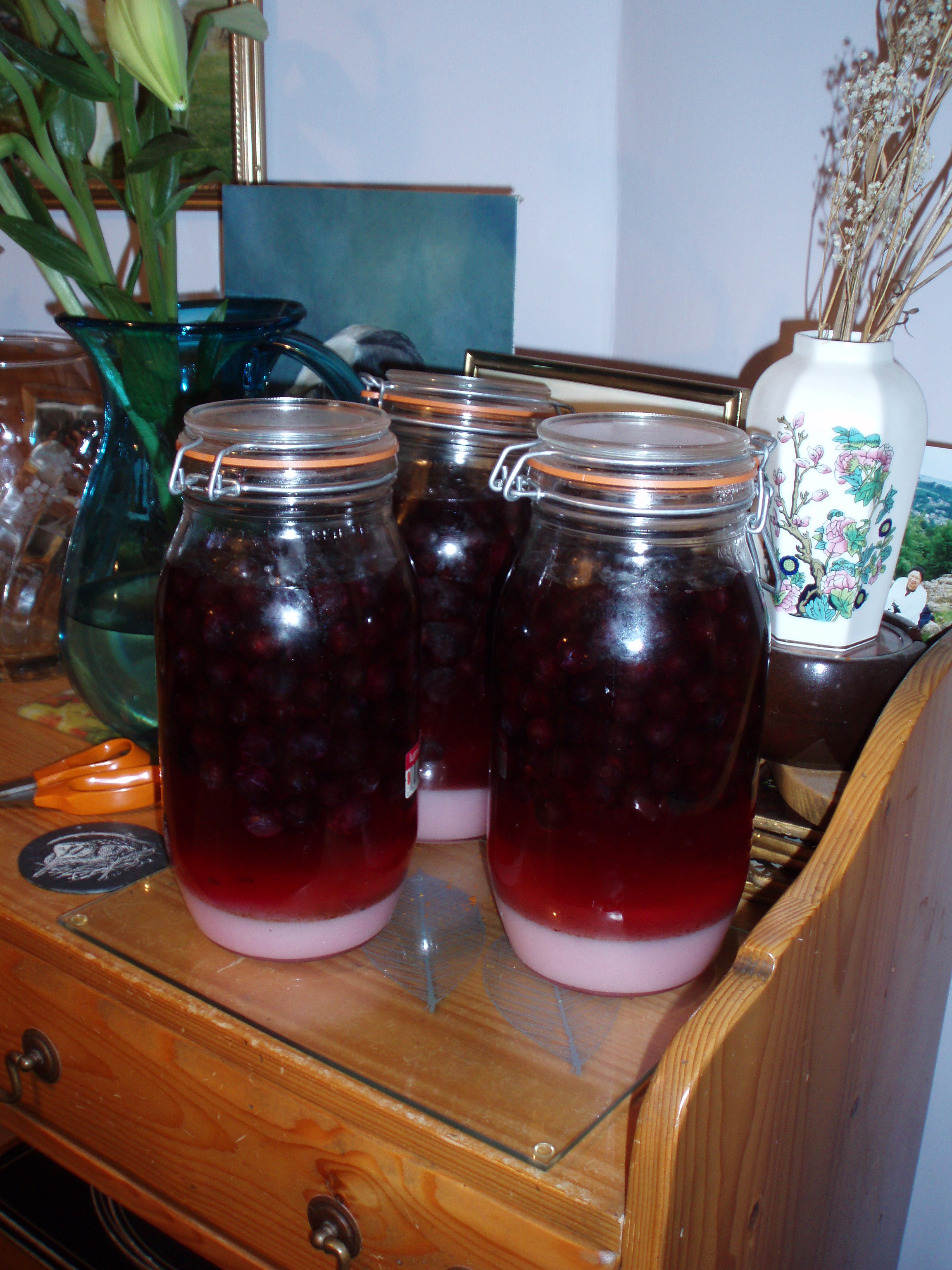
Sloe gin artisanal en cours de macération.

Le sloe gin est obtenu par macération des prunelles dans le gin avec addition de sucre. Traditionnellement, les prunelles sont cueillies après les premières gelées, ce qui diminue fortement leur astringence et leur âpreté ; elles sont piquées avant d'être ajoutées dans l'alcool. L'ensemble est agité régulièrement et nécessite minimum trois mois de repos dans un endroit frais et sec. S'ensuit un transfert dans un autre contenant pour décantation jusqu'à obtenir une boisson limpide.
Aujourd'hui, les prunelles sont cueillies indépendamment des gelées puis passées au congélateur. La boisson est filtrée plutôt que laissée à décanter. Pour pouvoir être commercialisée dans l'Union Européenne, elle doit titrer au minimum à 25°.

## Variantes
- Dans les pays germaniques, la Schlehenlikör est obtenue par un procédé similaire. Toutefois, l'alcool utilisé est soit du gin, soit du rhum, soit de la vodka. La marque commerciale la plus connue est SchlehenFeuer, fabriquée à base de rhum par l'entreprise Mast-Jägermeister.

- En Navarre et au Pays basque, le Patxaran (ou Pacharán en espagnol) est fabriqué par macération des prunelles dans de l'alcool anisé.

- En Vendée et dans les Charentes, la Troussepinette est un vermouth à base de jeunes pousses (feuilles) d'épine noire.